# Roger le Franc
Roger le Franc fut un général et diplomate normand qui vécut à la charnière entre le XIe siècle et le XIIe siècle et qui servit une grande partie de sa vie auprès de l'empereur byzantin Alexis Ier Comnène. Il fit partie du nombre relativement important de membres de la cour impériale d'Alexis à être originaire d'Europe occidentale.

## Biographie
Roger était le fils d'un certain Dagobert membre de la famille  Raoul. Au début de sa carrière militaire, il accompagna Robert Guiscard lors de la conquête de l'Italie byzantine par celui-ci avant, en 1081, de rejoindre l'Empire byzantin. Il informa alors l'empereur des préparatifs de Guiscard contre l'Empire et sa volonté de débarquer à proximité de Dyrrachium pour ensuite s'emparer de Constantinople. Selon Nicolas Kalliklès, il aurait rallié les Normands entre 1081 et 1085 pour finalement rejoindre définitivement l'Empire byzantin avec son frère Raoul.
Auprès d'Alexis Ier Comnène, il combattit lors de ses diverses campagnes contre les Petchénègues, les Seldjoukides ou les troupes de Bohémond Ier d'Antioche. Il fut particulièrement célébré par les auteurs byzantins contemporains comme Anne Comnène qui affirme qu'il « est réputé pour sa bravoure ». En récompense pour ses actions, il reçut le titre de sébaste. Il gagna aussi la confiance de l'empereur qui l'envoya comme ambassadeur avec son frère auprès de Godefroi de Bouillon en 1096. En effet, son éloquence était considérée comme équivalente à ses qualités de combattant. Ainsi, il fut envoyé comme otage à Bohémond Ier d'Antioche au moment des négociations du traité de Devol auxquelles il participa activement. Il en fut l'un des signataires du côté byzantin, tout comme Pierre d'Alipha ou Marinos Néapolitès. Avec ces deux derniers, il fut impliqué dans le complot imaginé par Alexis pour détacher de Bohémond certains de ses comtes. Alexis avait envoyé de fausses lettres à certains officiers de Bohémond laissant croire à leur trahison au moment où le chef normand envahissait de nouveau l'empire. Finalement, ce projet échoua et ce fut le traité de Devol qui mit fin aux hostilités entre l'Empire byzantin et la principauté d'Antioche.

### Famille
Fondateur de la famille des Rogerios, Roger se maria avec une femme de la famille des Dalassène, liée à la famille impériale des Comnènes (la mère d'Alexis Ier était issue de la famille des Dalassène). Ils eurent au moins un fils, le césar Jean Rogerios Dalassène. Un autre membre de la famille, le sébaste Constantin Rogerios, vécut à la même époque que Jean Rogerios et servit sous le règne de Jean II Comnène mais son lien familial avec Roger est inconnu,.